# 鄭妙珊
鄭妙珊（葡萄牙語：Cheang Mio San, Virginia，1964年12月30日—），筆名懿靈，祖籍廣東中山，澳門出生，祖父鄭昌榮為澳門八十多年老舖遠來茶樓餅家創辦人。

## 簡歷
1984年年開始寫作。翌年憑《牌坊上的窺探》一詩獲首屆澳門青年文學獎詩歌高級組亞軍。1990年出版個人詩集《流動島》。詩作《有題》、《我們遺失了所有的臉》、《進化狂想曲》以及《血色胡同》入選台灣爾雅出版社《七十九年詩選》。詩作《絕緣》為澳門回歸大典文藝晚會上，唯一被選作誦材的中文新詩。
1993年與時任市政議員的區錦新結婚，育有三名女兒。
曾為澳門「五月詩社」及「澳門筆會」會員。亦先後於《澳門日報》發表《九十年代澳門詩壇發展勘探》及《後現代的足跡－從新生代詩看澳門後現代主義詩歌的實踐概況》，致力澳門新詩創作。

## 作品
- 詩集《流動島》 (香港詩坊出版社，1990年3月，ISBN 962-7464-01-5)
- 詩集《集體遊戲》 (边度有書書籍出版社，2005年3月，ISBN 99937-814-0-1)
- 詩集《集體死亡》 (边度有書書籍出版社，2005年3月，ISBN 99937-814-1-X)